# آشوت کاراگیان
آشوت هاکوبی کاراگیان (ارمنی: Աշոտ Հակոբի Կարագյան; زاده ۲۳ ژانویه ۱۹۵۱) شمشیرباز اهل ارمنستان است.
کاراگیان برنده نشان نقره در رشته فلوره تیمی و نشان برنز در اپه تیمی در بازی‌های المپیک تابستانی ۱۹۸۰ شد.